# Гай Кіббі
Гай Кіббі (англ. Guy Kibbee, повне ім'я Гай Бріджес Кіббі (англ. Guy Bridges Kibbee; 6 березня 1882 — 24 травня 1956) — американський актор театру і кіно, найбільше відомий за ролями у фільмах 1930-40-х років.
За час своєї кар'єри Кіббі зіграв більш ніж у 100 фільмах, серед них такі картини, як «Міські вулиці» (1931), «Божевільна блондинка» (1931), «Дві секунди» (1932), «Дощ» (1932), «Золотошукачі 1933 року» (1933), «Парад у світлі рампи» (1933), «42-га вулиця» (1933), «Леді на один день» (1933), «Одіссея капітана Блада» (1935), «Три товариші» (1938), «Містер Сміт вирушає до Вашингтона» (1939), «Усе почалося з Єви» (1941), «Форт Апачі» (1948) і «Три хрещених батьки» (1948).
Гай Кіббі народився 6 березня 1882 року в Ель-Пасо, Техас, третім в родині, де було шестеро синів і дочка. Його батько був видавцем невеликих газет в Ель-Пасо, Техас, і Розуеллі, Нью-Мексико.
Ще в підлітковому віці Гай пішов з дому і почав грати на річкових кораблях, що курсують на Міссісіпі. У 1899 році Гай займався в школі ораторської майстерності, після чого почав працювати в театрі завідувачем реквізиту, часто підміняючи інших акторів. Протягом наступних десятиліть Кіббі встиг пограти в трупах Сан-Франциско, Портленда, Денвера, Солт-Лейк-Сіті, Лінкольна (Небраска), Шрівпорт (Луїзіана) і Уїчито (Канзас).

## Кар'єра в кіно
За мотивами п'єси «Любовна пісня» в Голлівуді була поставлена мелодрама «Сміхотливі грішники» (1931) з Джоан Кроуфорд і Кларком Ґейблом в головних ролях. Кіббі ж був запрошений зіграти в цьому фільмі свою роль з театральної постановки, тільки в урізаному обсязі.
За словами Аліперті, до моменту появи в Голлівуді Кибби «було вже далеко за 40, а виглядав він так, як ніби йому за 50». Проте, вже в 1931 році крім «Усміхнені грішників» він зіграв в кримінальній комедії «Божевільна блондинка» (1931) з Джеймсом Кегні і Сільвією Сідні в ролі пари шахраїв, яка підставляє героя Кіббі на зустрічі з повією, після чого вимагає з нього гроші. У тому ж році Кіббі зіграв підступного охоронця гангстера і батька героїні (знову Сідні) в кримінальній мелодрамі «Міські вулиці» (1931) з Гері Купером у головній ролі. Автор рецензії в газеті «Нью-Йорк таймс» зазначив «сильну гру» Кіббі в цьому фільмі.
У тому ж році Кіббі підписав контракт з компанією Warner Brothers, ставши членом так званої «акторської трупи Warners», групи постійно зайнятих акторів і актрис, які грали в багатьох мюзиклах і гангстерських фільмах студії. За словами Еріксона, Кіббі став одним із найбільш затребуваних акторів Warner Bros. Він зіграв дурного кандидата в губернатори в комедії «Темна конячка» (1932) з Уорреном Вільямом і Бетті Девіс, папіка в мюзиклі «42-га вулиця» (1933) і чванливого юриста з таємною слабкістю до шоу-гьорлз у мюзиклі «Золотошукачі 1933 року» (1933), знову з Вільямом в головній ролі. Кіббі також зіграв невеликі ролі букмекера в кримінальній драмі «Дві секунди» (1932) з Едвардом Робінсоном і літнього таксиста — у кримінальній мелодрамі «Таксі!» (1932) з Кегні. Крім того, Кіббі з'явився в ролі власника готелю в мелодрамі «Дощ» (1932) за оповіданням Сомерсета Моема з Джоан Кроуфорд в головній ролі, мюзиклі «Парад в світлі рампи» (1933) з Кегні і в комедії «Леді на один день» (1933) знову з Уорреном, де зіграв більярдного шахрая, який видає себе за благородного суддю.

## Вибрана фільмографія
- 1933 — Леді на один день / Lady for a Day — суддя Генрі Блейк
- 1939 — Містер Сміт вирушає до Вашингтона / Mr. Smith Goes to Washington — губернатор Губерт Гоппер
- 1948 — Три хрещених батьки / 3 Godfathers — суддя